# 寶島鐘錶眼鏡行
寶島鐘錶公司與寶島眼鏡公司，是台灣寶島集團旗下經營鐘錶、眼鏡的零售企業，源於1956年成立的鐘錶行，曾經跨足鐘錶、眼鏡、皮鞋、珠寶、茗茶等領域，於1976年另外成立眼鏡行。1997年3月進入中國大陸市場，於武汉市開設首家門市。寶島眼鏡旗下尚有「文雄眼鏡」、「鏡匠眼鏡」、「米蘭眼鏡」、「LA MODE」、及「SOLO MAX」五大品牌，截至2021年3月底，寶島體系的眼鏡連鎖店在台灣的數量達到466家，為全台第一，佔比達到11%。

## 歷史
寶島機構創辦人陳國富、陳蔡桂美夫婦原為永樂市場小販，1956年兩人將僅有的新臺幣兩千元積蓄全數投入成立寶島鐘錶公司，首家店面設址於中華商場北門口，並於該年開張。1976年於臺北縣三重市成立第一家「寶島眼鏡行」。1981年，寶島陳家與高雄的王景鍾、王國勝兄弟共同創辦「寶島眼鏡公司」，雙方各持股百分之四十，資深員工林氏持股百分之二十，將服務領域拓展至眼鏡事業，營業數量逐漸超越鐘錶成為主要業務。1984年引進電腦作業技術。陳國富辭世後，企業由其長子陳志賢、次子陳志勇、次女陳瑪蓮接手經營。1996年，以「寶島科」的名義上櫃後不久發生財務危機，2001年陳家遂將企業賣予金可集團董事長蔡國洲，當時該集團的鐘錶事業再度成為唯一主力。蔡國洲執掌寶島眼鏡後，原股東王國勝家族前往中國大陸另起爐灶，兩岸寶島眼鏡自此分道揚鑣。蔡國洲委任弟蔡國彬擔任寶島科總經理，至2013年升任董事長，由副總林俊雄升任總經理。2016年5月蔡國彬病逝，兄長蔡國洲回鍋董座。2019年，以蔡宜珊為總經理。

## 門市圖例

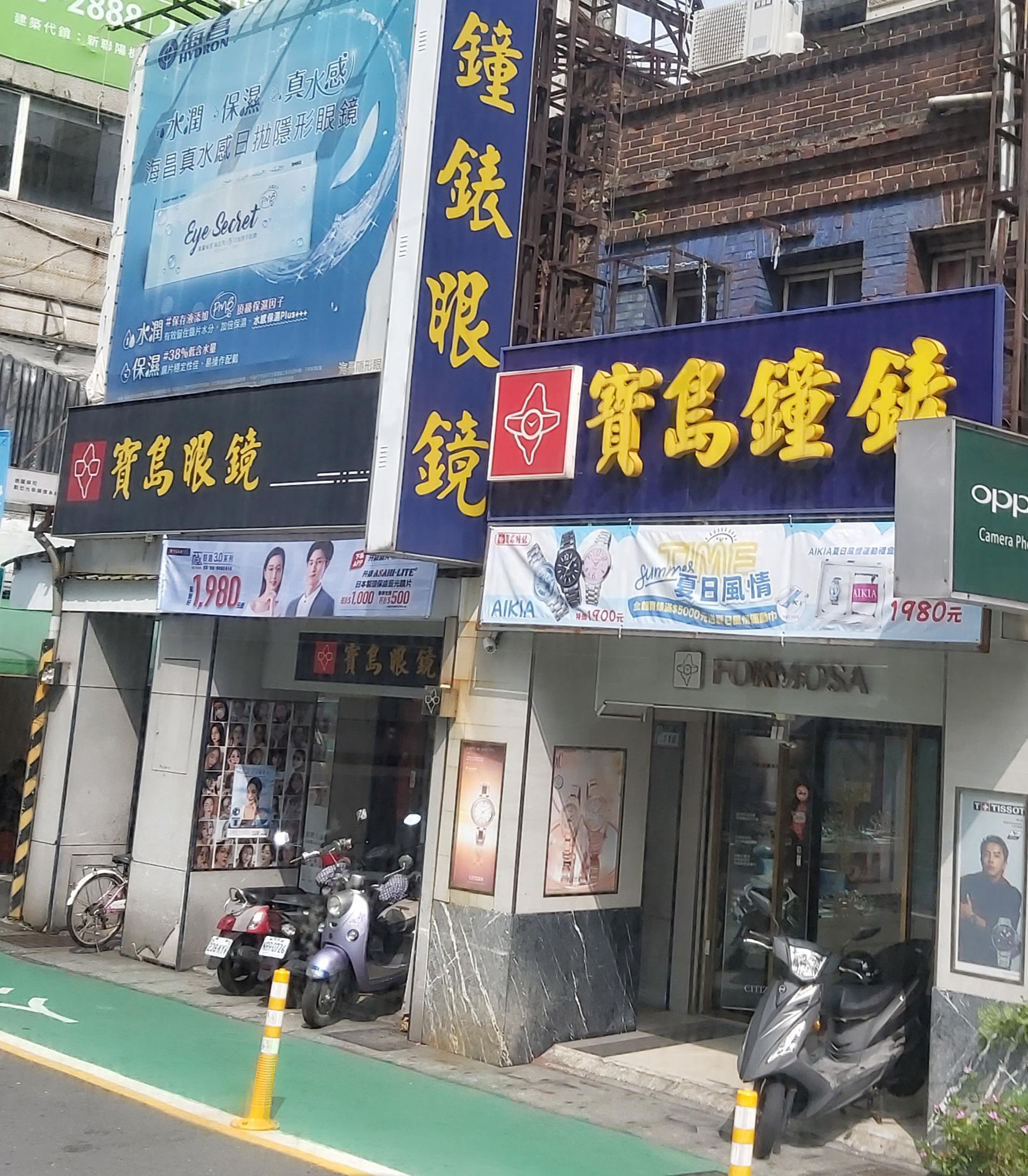
寶島鐘錶北投店（右）與寶島眼鏡北投門市
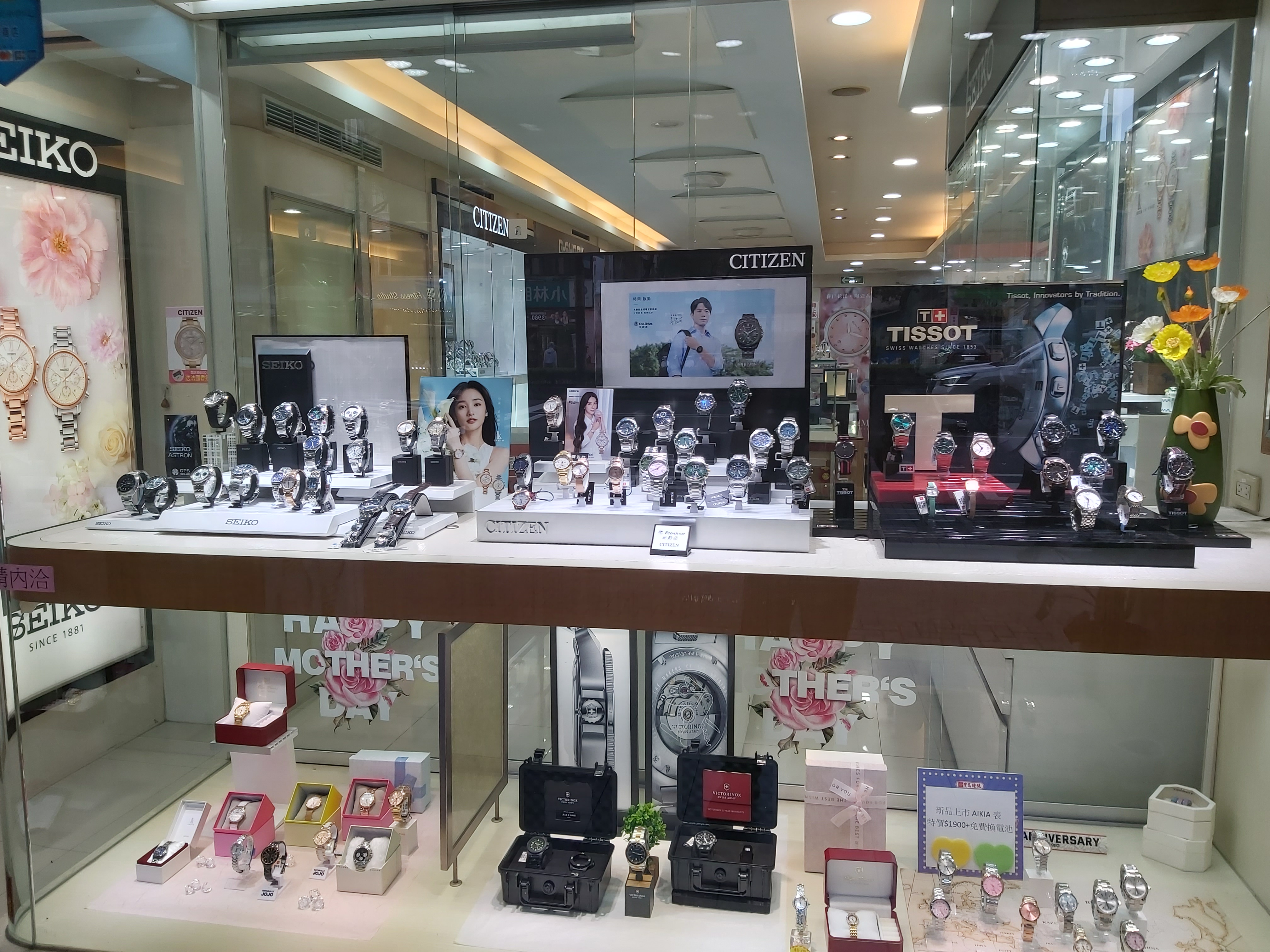
寶島鐘錶門市櫥窗
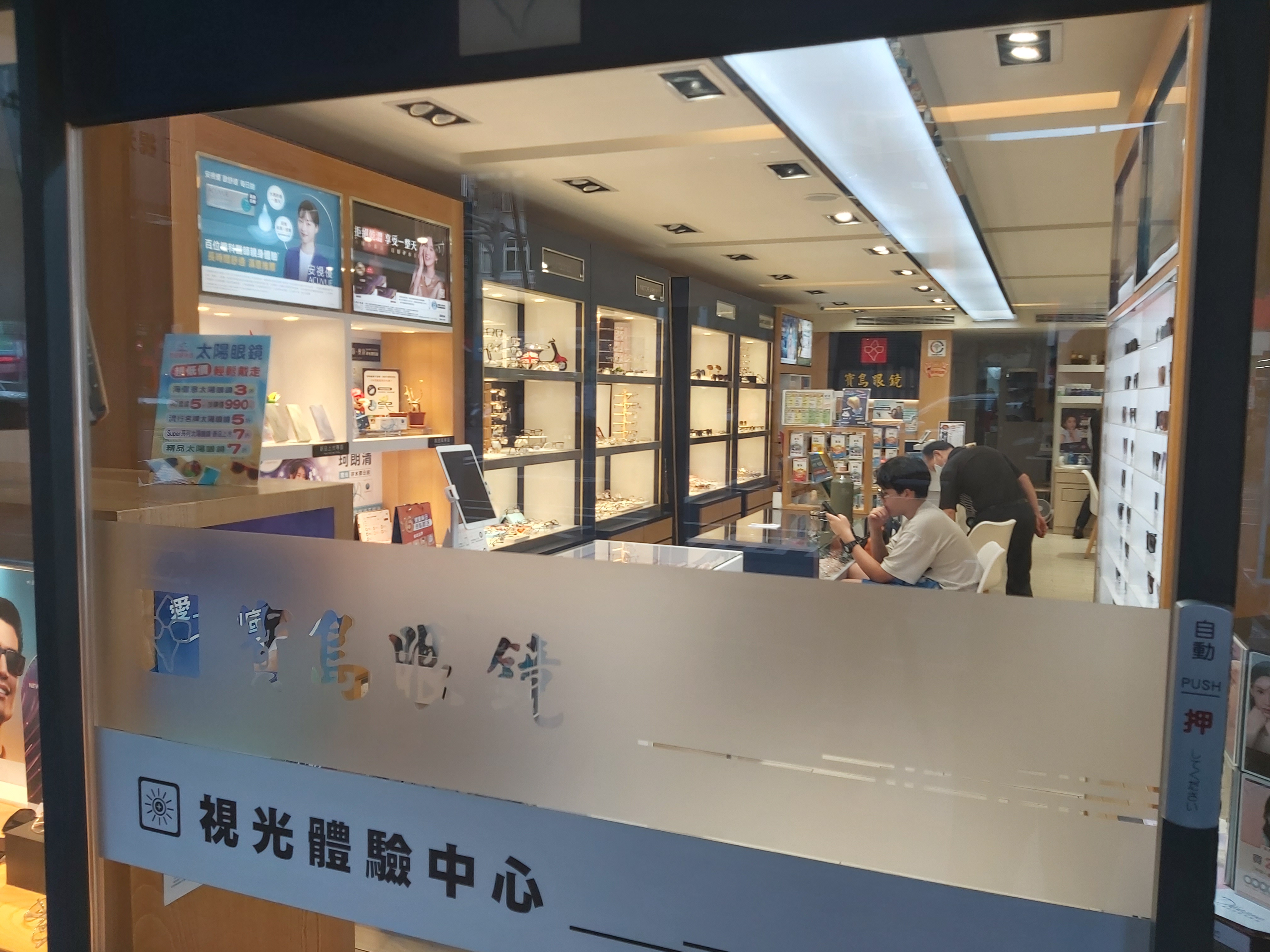
寶島眼鏡門市室內一景，作為視光體驗中心

## 外部連結
寶島鐘錶
- 寶島鐘錶官方網站 （页面存档备份，存于）
- 台灣公司資料—寶島鐘錶股份有限公司 （页面存档备份，存于）
- 寶島鐘錶  LINE 官方帳號
- 寶島鐘錶的Facebook專頁
- 寶島鐘錶名店的Instagram帳戶
- YouTube上的寶島鐘錶官方頻道

寶島眼鏡
- 寶島眼鏡官方網站 （页面存档备份，存于）
- 台灣公司資料—寶島光學科技股份有限公司 （页面存档备份，存于）
- 寶島眼鏡會員網站EYESmart （页面存档备份，存于）
- 寶島眼鏡 APP(Android) （页面存档备份，存于）
- 寶島眼鏡 APP(ios) （页面存档备份，存于）
- 寶島眼鏡的Facebook專頁
- Formosa寶島眼鏡的Instagram帳戶
- YouTube上的寶島眼鏡頻道